# ریموند جکسون
ریموند جکسون (انگلیسی: Raymond Jackson؛ ‏ ۱۱ سپتامبر ۱۹۴۱ – ۱۰ نوامبر ۱۹۷۲) ترانه‌سرا سبک ریتم اند بلوز، گیتارنواز و تهیه‌کننده موسیقی اهل ایالات متحده آمریکا بود.
وی یکی از سه ترانه‌نویس «اگر دوست داشتن تو اشتباه است، می‌خواهم در این اشتباه بمانم» بود که توسط هنرمندان بزرگی همچون لوتر اینگرام، راد استیوارت، میلی جکسون، باربارا ماندرل و کاساندرا ویلسون اجرا شد.